# Draconarius haopingensis
Draconarius haopingensis är en spindelart som beskrevs av Wang 2003. Draconarius haopingensis ingår i släktet Draconarius och familjen mörkerspindlar. Inga underarter finns listade i Catalogue of Life.